# Freddy Quinn (Album)
Freddy Quinn ist das 40. Studioalbum des österreichischen Schlagersängers Freddy Quinn, das 1982 im Musiklabel Rice Records (Nummer LP-0001) erschien. Es konnte sich nicht in den deutschen Albumcharts platzieren. Produziert wurde das Album von Jack Key. Quinn war am Schreiben der Lieder Road Away From Love, All I Want Is You To Need Me Too und Loreen beteiligt.

## Titelliste
Das Album beinhaltet folgende zehn Titel:
Seite 1
1. Road Away From Love (geschrieben von Owen Davis und Freddy Quinn)
2. I May Fall Again (geschrieben von Bob Foreshee)
3. All I Want Is You To Need Me Too (geschrieben von Owen Davis und Freddy Quinn)
4. Saturday’s Gone (geschrieben von Billy Arr)
5. Vaya con Dios (im Original von Anita O’Day, 1953[4])

Seite 2
1. My Sunny Overgrown Country Tow (geschrieben von Ronnie Rogers)
2. Making Believe (im Original von Jimmy Work, 1954[5])
3. How Come It Took So Long To Say Goodbye (geschrieben von Dave Dudley, Jack Key und Ronnie Rogers)
4. Loreen (geschrieben von Ken Curtis und Freddy Quinn)
5. Dan D. Derby (geschrieben von Ronnie Rogers)